# Communauté de Grandchamp
Die Communauté de Grandchamp ist eine evangelische Schwesterngemeinschaft im Weiler Grandchamp im Schweizer Kanton Neuenburg. Grandchamp (Gemeinde Boudry) liegt an der Areuse kurz vor deren Mündung in den Neuenburgersee.
Die evangelische Schwesterngemeinschaft unterschiedlicher protestantischer Traditionen entstand 1952 (unter Oberin Geneviève Micheli) und lebt nach einer frühen Fassung der Regel der Communauté de Taizé. Im Gegensatz zu anderen evangelischen Frauengemeinschaften ist sie nicht diakonisch, sondern spezifisch monastisch auf Gebet und Gemeinschaft ausgerichtet. Zur Ordensfamilie gehört neben dem Männerorden (Taizé) und dem Frauenorden (Grandchamp) auch ein Dritter Orden, der Dritte Orden der Einheit, der von Grandchamp aus betreut wird.
Die Schwestern der Communauté de Grandchamp tragen ein taubenblaues Habit mit Schleier und dunkelblauer Jacke. Sie verpflichten sich nach einem mehrjährigen Postulat und Noviziat mit ewigen Gelübden zum klösterlichen Zusammenleben nach den evangelischen Räten in Armut, Keuschheit und Gehorsam. Sie wohnen in Zellen und haben einen von Ora et labora geprägten Tagesablauf mit vier gemeinsamen Gebetszeiten sowie Zeit zum persönlichen Gebet und zur Lectio divina. Das Essen wird gemeinsam schweigend eingenommen, wobei es gelegentlich eine Tischlektüre mit Nachrichten und einer geistlichen Lesung gibt. Geleitet wird das Kloster von der Priorin und dem Schwesternrat.
Die etwa sechzig Schwestern sind reformiert, lutherisch, methodistisch und baptistisch und kommen aus der Schweiz, aus Deutschland, aus den Niederlanden, aus dem Kongo und aus Indonesien. Die Mehrheit lebt in Grandchamp, einige auf dem Sonnenhof in Gelterkinden. Andere leben – zu zweit oder dritt – als einfache Zellen der Freundschaft und des Gebetes an verschiedenen Orten: in der Schweiz, in Israel, in Algerien und weiteren Orten.
Zu Grandchamps gehört klösterliche Gastfreundschaft, die Schwestern von Grandchamp veranstalten regelmässig Retraiten. Oft sind Gäste anwesend, die für längere oder kürzere Zeit Stille, Gebet und Gemeinschaft im Kloster miterleben. Es besteht auch die Möglichkeit eines Volontariats, einer Art Kloster auf Zeit, wobei die meist jüngeren Freiwilligen in Haushalt, Gästebetrieb und Garten mitarbeiten und in dieser Zeit Orientierung für ihr Leben suchen und Begleitung durch die Schwestern erfahren. Es sind Frauen und Männer willkommen. Besonders reformierte Pfarrer machen gerne davon Gebrauch.
Die Gemeinschaft von Grandchamp gehört zur Evangelisch-reformierten Kirche des Kantons Neuenburg, zur Evangelisch-reformierten Kirche Schweiz und zum Weltkirchenrat. Das Abendmahl wird zweimal in der Woche (mit wenigen Ausnahmen immer sonntags um 07:30 und donnerstags um 18:30) gefeiert, dazu kommen jeweils ordinierte Pfarrer von auswärts.